# Bernardia lagunensis
Bernardia lagunensis là một loài thực vật có hoa trong họ Đại kích. Loài này được (M.E.Jones) L.C.Wheeler mô tả khoa học đầu tiên năm 1945.